# Martin Herbster
Martin Herbster (ur. 29 stycznia 1962, zm. w marcu 2024) – zachodnioniemiecki zapaśnik walczący w stylu wolnym. Olimpijczyk z Los Angeles 1984, gdzie zajął piąte miejsce w kategorii 62 kg. Wicemistrz świata juniorów w 1979 i 1980 roku.
Zdobył tytuł mistrza Niemiec w 1984 roku.
- Turniej w Los Angeles 1984

Pokonał z José Inagakiego z Peru i Japończyka Kōsei Akaishi. Przegrał z Turkiem Selmanem Kaygusuzi i reprezentantem Korei Południowej Lee Jeong-geunem. W pojedynku o piąte miejsce wygrał z Antonio La Bruną z Włoch.